# Vasile Bozga
Vasile Bozga (n. 3 ianuarie 1930, Satu-Mare - d. 17 februarie 2017) a fost un istoric și economist român.

## Viața și activitatea
A urmat studiile secundare și universitare la București. A  devenit doctor în științe economice în 1972. Între 1952-1966 a fost lector, iar din 1973 conferențiar la catedra de istoria economiei de la Academia de științe economice București. A fost un specialist în istoria modernă și contemporană a economiei naționale, aducând contribuții privind România în perioada interbelică.

## Opera
- Situația clasei muncitoare din România 1914-1944, 1966, 494 p. (coautor);
- Relații agrare și mișcări țărănești în Romania, 1908-1921, București, 1967, 630 p. (coautor);
- Istoria României în date, București, 1971, 524 p. (coautor);
- Criza agrară în România dintre cele două războaie mondiale, București, 1975, 262 p.;
- Considerații cu privire la reforma agrară din 1921, în SCE, IV (1972), p. 189-201.